# Magnari
Magnari (Magnarius o Magharius) fou comte de Narbona documentat el 791. Com que la carta l'esmenta com Magnarius comes Narbonae i el lloc d'on eren comtes no s'assenyalava en aquell temps, alguns historiadors consideren el document apòcrif i no l'inclouen a la llista de comtes. Hauria succeït a Miló de Narbona en una data desconeguda, posterior al 782, últim any en què Miló està documentat.
En aquest any 791 estableix una delimitació de límits de la vila de Caunes (avui Caunes-Minervois)
Per la mateixa època s'esmenta un comes Theodorici que hauria de ser un comte palatí designat "missi dominici". Se l'identificaria amb Teodoric parent de Carlemany esmentat el 782 als Annals Reials, quan va aixecar un exèrcit de ripuaris per combatre els saxons revoltats; el 791 apareix dirigint un contingent de frisons contra els àvars; el 793 dirigia un exèrcit que creuava Frísia quan fou interceptat pel saxons lliurant-se una batalla a la vora del Weser en la que va morir i les seves forces foren destruïdes. Difícilment doncs podria ser comte de Narbona, però podria ser el comte Teodoric d'Autun esmentat des del 742. Un altre comes documentat és Haimric (Haimricus) personatge que es diu que havia estat presoner dels sarraïns bastant de temps però encara que se l'assenyala com a comes no hi ha cap prova que el faci comte de Narbona.
El seu possible successor fou Esturmió (Sturmion) que encara que esmentat el 834 es diu que va rebre el rescripte de Lluís el Pietós quan aquest era encara només rei d'Aquitània; Esturmió hauria estat comte de vers el 793 a fins prop del 800.